# Békaegérharc
A Békaegérharc (ógörögül: Βατραχομυομαχία, latin betűkkel Batrakhomüomakhia, latinul: Batrachomyomachia) egy Homérosznak tulajdonított ógörög komikus kiseposz.

## Tartalma
Egy szomjazó egeret – Pszikharpaxot (a. m. „morzsalopó”) – egy tópartról megszólít a békák királya – a Péleus nemzetségből való Phüszignathosz (a. m. „pofók”) –, és megkérdezi tőle, hogy kicsoda, és mi járatban van. Az egér bemutatkozik, mint a nemes és nemzetes Tróxartész (a. m. „kenyérrágó”) fia, és elmeséli az emberekéhez hasonló pompás életét. Phüszignathosz erre a saját életét kezdi el dicsérni, és felajánlja, hogy bemutatja az egérnek a békák világát. Az egér felkapaszkodik rá, és a béka beúszik vele a tó közepére. Közben viszont megjelenik egy sikló, akitől megijedve a béka a víz alá merül – az egér pedig megfullad. Ezt meglátja a partról egy másik egér, Leikhopinax (a. m. „tálnyali”), aki a történteket hírül viszi a többi egérnek. A bosszúvágyó Tróxartész népgyűlésen harcra szólítja fel az egereket. Az egerek – Arész segítségével – fel is fegyverkeznek: dárdájuk tű, sisakjuk dióhéj. A hadüzenetre a békák is előkészülnek: lábvértjük mályvalevél, lándzsájuk káka, sisakjuk a csigaház. Zeusz a küszöbön álló harc hírére összehívja az isteneket, akik azonban Pallasz Athéné tanácsára csak távolról nézik a harcot. Zeusz mennydörgésére az egerek és a békák összecsapnak: a küzdelem kegyetlen, a hadi szerencse folyton változik. Végül a hős Meridarpax (a. m. „zsurmalopó”) egér megesküszik, hogy mind egy szálig kiirtja a békák faját. Hatalmas mészárlást is sikerül csapnia, de Zeusz megsajnálja a békákat, és előbb villámával próbálja megszalasztani az egereket, majd – sikertelenségét belátva – a rákokat küldi rájuk. A rákok valóban visszavonulásra késztetik az egereket, és ezzel véget ér – az egynapi harc.

## Jellemzők
A Békaegérharc tulajdonképpen a nagy háborús eposzoknak, elsősorban az Iliásznak paródiája. A művet sokáig Homérosznak tulajdonították, az újabb kutatások szerint valójában a Kr. e. V. században élt káriai Pigrész írta. A 303 versből álló komikus kiseposz egyúttal az állatmesék közé is besorozható. Jelentősége, hogy mutatja az állatmesék ismeretét a régi görögöknél.
Nagy hatást ért el a későbbi időkben, sikere elsősorban az epikus pátosszal megzengett jelentéktelen tárgynak tudható be. Mintájára hasonló művek készültek: Geranomakhia (tkp. „Daruharc”), Arakhnomakhia (tkp. „Pókharc”). A bizánci irodalomban Theodórosz Prodromosz Katomüomakhiája (tkp. „Macskaegérharc”) íródott a műfajban, Manuél Moszkhopulosz írt magyarázatokat hozzá. A Békaegérharc első nyomtatott kiadása Velencében látott napvilágot 1486-ban.

## Kezdősorok
| Görög szöveg Ἀρχόμενος πρώτης σελίδος χορὸν ἐξ Ἑλικῶνος ἐλδεῖν εἰς ἐμὸν ἧτορ ἐπεύχομαι εἵνεκ' ἀοιδῆς, ἣν νέον ἐν δέλτοισιν ἐμοῖς ἐπὶ γούνασι θῆκα, δῆριν ἀπειρεσίην, πολεμόκλονον ἔργον Ἄρηος, εὐχόμενος μερόπεσσιν ἐς οὔατα πᾶσι βαλέσθαι πῶς μύες ἐν βατράχοισιν ἀριστεύσαντες ἔβησαν, γηγενέων ἀνδρῶν μιμούμενοι ἔργα Γιγάντων, ὡς λόγος ἐν θνητοῖσιν ἔην. τοίην δ' ἔχεν ἀρχήν· Μῦς ποτε διψαλέος γαλέης κίνδυνον ἀλύξας πλησίον ἐν λίμνηι λίχνον παρέθηκε γένειον, ὕδατι τερπόμενος μελιηδέϊ· τὸν δὲ κατεῖδε λιμνόχαρις πολύφημος, ἔπος δ' ἐφθέγξατο τοῖον· | Csokonai utánzása Ama rettentő lármának Kezdek leírásába, Fegyverek mint ropogának Mars szörnyű csatájába; Mikor, mint a főldtől nemzett Hatalmas óriás-nemzet Granatéros serege: Úgy rohant az egereknek Hatalmas ármádája A békákra, bár ezeknak Sűrűn tüzelt puskája. Amint láttam a nóvákban, Írva a hadi aktákban, Így volt első kezdete. |

## Magyar fordítások
- Csokonai Vitéz Mihály ültette át a művet magyar nyelvre, és bár a cselekményt nem módosította, a pátoszos hangnemet tréfássá változtatta.[1] → MEK elérés
  - új kiadása: Csokonai Vitéz Mihály: Dorottya – Békaegérharc (Corvin Klasszikusok), Corvin Könyv- és Lapkiadó Vállalat, Budapest, 2003, ISBN 973-622-047-8, 167 p
- Homeros batrachomyomachiája; ford. N. F. [Vályi Nagy Ferenc]; Szentes Ny., Sárospatak, 1809
- Békaegérharcz. Írta Homér. Általöltöztette Blumauer módja szerént Csokonai Vitéz Mihály; Franklin, Bp., 1881 (Olcsó könyvtár)
- Batrachomyomachia. Béka-egér-harc; ford., jegyz. Gulyás Ferenc; Werner Ny., Kalocsa, 1903
- Homerosi Békaegérharc. Eredeti versmértékben; ford., bev., jegyz. Juhász László; Királyi Magyar Egyetemi Ny, Bp., 1928, 20 p.
- Békaegérhartz. Homerus Batrachomiomachiája. Travesztálta Csokonai Vitéz Mihály; utószó id. Mata János: Gondolatok a Békaegérharcról; sajtó alá rend. Koczogh Ákos; Alföldi Ny., Debrecen, 1957 (Déri Múzeum Barátai Körének kiadványai)

## Egyéb
- A Békaegérharc rövid ismertetését ld. még Cox, i. m., 401–407. o.